# نايستان
نايستان هي بلدة في مقاطعة مريشكار في ولاية قشقداريا في أوزبكستان.